# Landmaschinen-Affäre
Landmaschinen-Affäre bezeichnet den heimlichen Transport von Rüstungsgütern der ehemaligen Nationalen Volksarmee (NVA) durch Deutschland an Israel zur technischen Auswertung von fremden Wehrmaterial. Die von der deutschen Bundesregierung genehmigte nachrichtendienstliche Operation wurde vom Bundesnachrichtendienst (BND) und vom Mossad durchgeführt. Durch eine Polizeikontrolle im Hamburger Hafen am 26. Oktober 1991 von als landwirtschaftliches Gerät deklarierten Wehrgerät wurden die Transporte öffentlich.

## Ablauf
Bereits seit 1967 arbeitete die Bundesrepublik bei der technischen Auswertung fremden Wehrmaterials mit Israel zusammen. Israel erbeutete durch Kriege mit seinen Nachbarstaaten Wehrmaterial aus sowjetischer Produktion. Israel stellte Ergebnisse der technischen Auswertung dieses Geräts der Bundesrepublik zur Verfügung, die an diesen Erkenntnissen und der Blockkonfrontation mit dem Warschauer Pakt hohes Interesse hatte.
Nach Ende des Kalten Krieges kam Deutschland durch die Übernahme des NVA-Material in Besitz modernen sowjetischen Geräts, das für Israel relevant war. Besonders interessierte sich Israel für Signaturen im elektromagnetischen Spektrum.
Am 20. März 1990 beriet die Koordinierungsgruppe Wehrmaterial Fremder Staaten über die Möglichkeit der Nutzung des NVA-Geräts, dass bei der Deutschen Wiedervereinigung am 3. Oktober 1990 in das Eigentum der Bundesrepublik übergehen würde.
Israel übermittelte mehrmals Wunschlisten und die Bundeswehr prüfte, welches Material an Israel ausgeliehen werden könnte. Etwa 30 Prozent der Wünsche genehmigte der Bundessicherheitsrat. Die Durchführung oblag dem BND, auf israelischer Seite dem Mossad. Das ehemalige NVA-Gerät wurde in der Wehrtechnische Dienststellen für Waffen und Munition in Meppen gesammelt und auf dem See- oder Luftweg nach Israel transportiert, wobei Israel die Transportkosten übernahm.
In einer Liste mit Stand vom 31. Oktober 1991 führte die Bundeswehr folgende Überlassungen von NVA-Gerät per Luftfracht auf:
- am 16. Oktober 1990 zwei Schiff-Schiff-Flugkörper (FK) vom Typ P-21/P-22,
- am 31. Oktober 1990 sieben Luft-Boden-Raketen Ch-25/Ch-29/Ch-58,
- am 6. Dezember 1990 eine Schiff-Schiff-Rakete P-15,
- am 8. Februar 1991 zwei Raketensuchköpfe P21/22,
- am 19. Juli 1991 zwei Torpedos SET-40.

Am 26. Oktober 1991 geriet der insgesamt 15. Transport seit Oktober 1990 am O’Swaldkai in Hamburg in eine Kontrolle der Hamburger Wasserschutzpolizei. Das Wehrmaterial, zwei Flugabwehr-Selbstfahrlafetten ZSU-23-4, ein Flugabwehrraketensystem 2K12 Kub (NATO-Codename SA-6 Gainful) und ein Radarfahrzeug P-40, war als landwirtschaftliches Gerät deklariert und sollte auf das israelische Frachtschiff Palmah II verladen werden. Die Polizei beschlagnahmte das Gerät wegen des Verdachtes eines Verstoßes gegen das Gesetz über die Kontrolle von Kriegswaffen.
Die Abteilung I (Beschaffung) des BND hatte der Bundeszollverwaltung in Hamburg, der Verkehrspolizei und der Hafenverwaltung des Hamburger Hafens mitgeteilt, dass etwas unterwegs war, aber die vorgesehene Information der Wasserschutzpolizei war unterblieben.
Die beschlagnahmte Lieferung wurde in einem Depot der Bundeswehr in Glinde eingelagert. Im Oktober 1992 wurde das Gerät schließlich nach Israel gebracht.
Der Hamburger Oberstaatsanwalt Rüdiger Bagger leitete ein Ermittlungsverfahren ein. Die Staatsanwaltschaft in Hamburg entschied, vor dem Landgericht Hamburg die Anklage wegen Verstoßes gegen Gesetz über die Kontrolle von Kriegswaffen gegen zwei BND-Mitarbeiter zu erheben. Der erste Verhandlungstag war der 22. Mai 1995; das gesamte Verfahren sollte insgesamt zehn Verhandlungstage in Anspruch nehmen. Auf Antrag der Verteidigung wurde die Öffentlichkeit ausgeschlossen. Die beiden BND-Mitarbeiter wurden am 11. Juli 1995 freigesprochen.
Neben den Transporten nach Israel wurden in Deutschland unter Beteiligung israelischer Techniker und Piloten und auf dem Fliegerhorst Ingolstadt/Manching eine MiG-29 technisch ausgewertet. Auch US-Amerikaner und Briten waren an der Auswertung beteiligt. Die Radaranlage einer MiG-29 wurde später nach Israel zur Untersuchung ausgeliehen, war jedoch bei deren Rückgabe beschädigt.